# Medasina subdecorata
Medasina subdecorata är en fjärilsart som beskrevs av W. Warren 1897. Medasina subdecorata ingår i släktet Medasina och familjen mätare. Inga underarter finns listade i Catalogue of Life.